# Organisation internationale de télécommunications mobiles par satellite

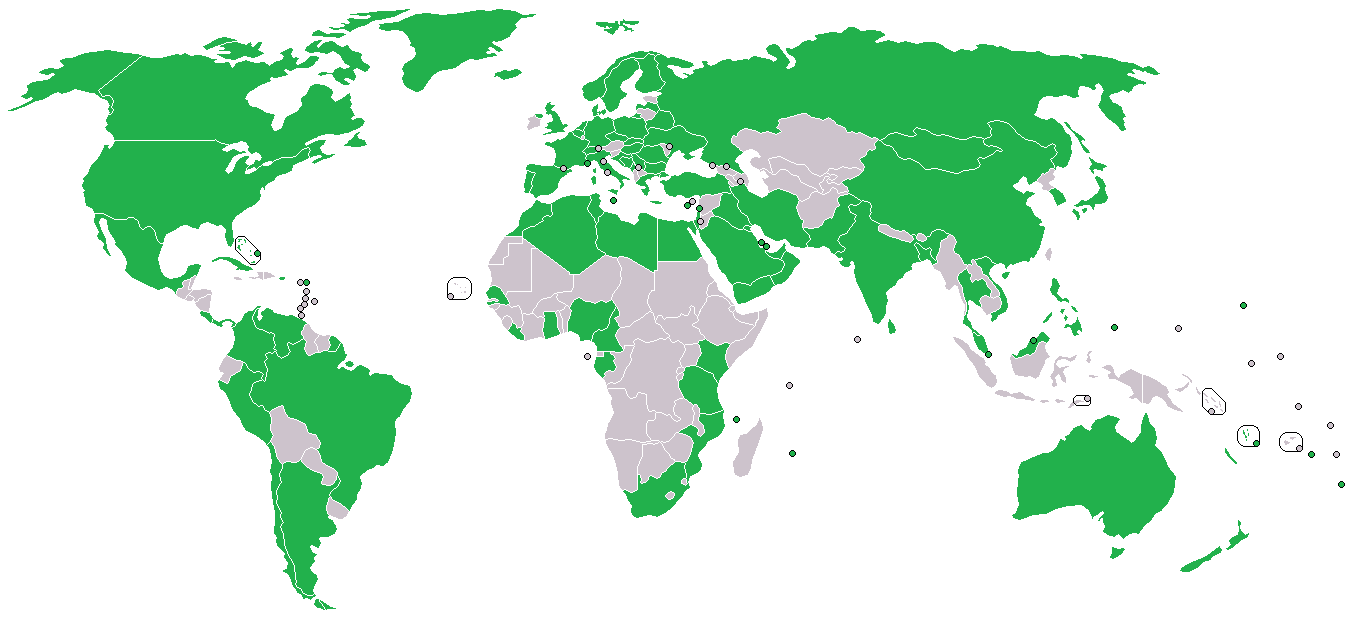
États membres de l'IMSO en 2015.

L’Organisation internationale de télécommunications mobiles par satellite (International Mobile Satellite Organization, IMSO) est l'organisme de surveillance des éléments de communication par satellite du Système mondial de détresse et de sécurité en mer établi par l'Organisation maritime internationale et conçu pour fournir un système mondial de communication automatisée des signaux d'urgence pour les navires en mer. L'IMSO assure la fourniture de services de communications mobiles maritimes par satellite (actuellement fournis par Inmarsat et Iridium).

## Historique

### Inmarsat
L'Organisation satellite maritime internationale (Inmarsat) a été créée sous les auspices de l'Organisation maritime internationale par la Convention relative à l'Organisation satellite maritime internationale, signée à Londres le 3 septembre 1976 et entrée en vigueur le 16 juillet 1979. L'organisation était calqué sur Intelsat, un consortium international fournissant des communications par satellite entre les pays membres. En coordination avec l'Organisation de l'aviation civile internationale dans les années 1980, la convention régissant Inmarsat a été modifiée pour inclure des améliorations dans les communications aéronautiques, notamment pour la sécurité publique.
Le premier directeur général a été nommé en janvier 1980 et les opérations ont commencé en 1982. Olof Lundberg (en), qui avait auparavant géré et développé des services mobiles et spécialisés chez Swedish Telecom (aujourd'hui Telia), a été directeur général et PDG jusqu'en 1995.

### IMSO
Au milieu des années 1990, les opinions des États membres sur l'avenir de l'agence étaient contrastées. Il y avait une prise de conscience croissante parmi les États membres que les actifs commerciaux de l'organisation devaient être privatisés, principalement en raison de la nature concurrentielle de l'industrie des communications par satellite et de la réticence de nombreux États membres à investir de l'argent dans Inmarsat pour améliorer son réseau. Beaucoup croyaient également à l'importance de maintenir le rôle de l'organisation dans la supervision des communications maritimes par satellite. La question a été résolue lors d'une session en avril 1998, qui a abouti à l'amendement de la Convention sur l'Organisation internationale de télécommunications mobiles par satellite, séparant et privatisant les actifs opérationnels tandis que l'agence continuerait d'être un organisme de réglementation.
Le 15 avril 1999, Inmarsat est devenu l'Organisation internationale de télécommunications mobiles par satellite (IMSO), tandis que les actifs opérationnels d'Inmarsat ont été séparés pour devenir Inmarsat Ltd., une société privée basée au Royaume-Uni qui a accepté d'hériter, supervisée par l'IMSO, de certaines obligations de sécurité publique liées au fonctionnement du système satellitaire.
Un accord entre l'Organisation de l'aviation civile internationale et l'IMSO a été signé à Montréal, au Canada, le 20 septembre 2000 et traite des relations entre l'OACI et l'IMSO. En 2023, l'IMSO compte 108 États membres.